# Wilhelmsberg (Proskau)
Wilhelmsberg (polnisch Wybłyszczów) ist ein Stadtteil der Stadt Proskau in der Woiwodschaft Oppeln.

## Geschichte
Wilhelmsberg wurde 1797 als Kolonie gegründet. Die Einwohner waren ursprünglich Klafterschläger, also Holzhacker, die in den weitläufigen Waldflächen bei Proskau tätig waren.
Im 19. Jahrhundert wurde Wilhelmsberg zur Landgemeinde erhoben und gehörte zum Amtsbezirk Schloss Proskau. 1845 bestanden im Ort 14 Häuser. Im gleichen Jahr lebten in Wilhelmsberg 99 Menschen, davon 79 katholisch und 20 evangelisch. 1855 lebten 422 Menschen im Ort. 1865 hatte der Ort einen Kretschmer und 16 Häusler. Die Bewohner waren nach Proskau eingepfarrt und eingeschult. 1874 wurde der Amtsbezirk Schloss Proskau gegründet, welcher die Landgemeinden Chrzumczütz, Neuhammer, Proskau, Wilhelmsberg und Zlattnik und die Gutsbezirke Proskau Domäne und Zlattnik Domäne umfasste.